# Farní sbor Českobratrské církve evangelické v Brandýse nad Labem
Farní sbor Českobratrské církve evangelické v Brandýse nad Labem je sborem Českobratrské církve evangelické v Brandýse nad Labem. Sbor spadá pod Poděbradský seniorát.
Farářem sboru je Petr Pivoňka, kurátorem sboru Zdeněk Tuček.

## Faráři sboru
- Oldřich Videman (1932–1936)
- Jan Jiříček (1937–1944)
- Josef Staněk (1945–1947)
- Jiří Pištora (1947–1970)
- Vladimír Šimáně (1971–1977)
- Emanuel Vejnar (1981–1996)
- Vendula Kalusová (1998–2004)
- Jan Kašper (2004–2016)
- Jiří Kvapil (2016–2021)
- Petr Pivoňka (2021–)